# 务江乡
务江乡，是中华人民共和国湖南省永州市江华瑶族自治县历史上的一个乡镇级行政单位。2015年11月合并至涔天河镇。

## 行政区划
务江乡下辖以下地区：
务江村、小朋村、漕滩村、龙虎村、天竹村、两岔村、屯冲村、胡青村和涔天河村。